# امرسون پریرا
امرسون پریرا (به پرتغالی: Emerson Pereira da Silva) هافبک اهل برزیل است که در شهر سائوپائولو و در تاریخ ۲۱ اوت ۱۹۷۳ به دنیا آمده‌است.
امرسون پریرا در تیم‌های فوتبال سائوپائولو سابقهٔ حضور دارد.